# Kent Nielsen
Kent Nielsen (ur. 28 grudnia 1961 we Frederiksbergu) – duński piłkarz i trener piłkarski, jako zawodnik grał na pozycji obrońcy.

## Kariera zawodnicza
Rozpoczął zawodową karierę w klubie Brønshøj BK, w którym zaliczył swój pierwszy mecz w dorosłej reprezentacji Danii. Debiutował 5 października 1983 przeciwko Polsce. Został powołany przez Seppa Piontka na Mundial w Meksyku, nie zagrał na nim jednak ani jednej minuty. Po turnieju przeniósł się do bardziej renomowanego klubu, Brøndby IF. Dwukrotnie triumfował z nim w Superligaen i zdobył Puchar Danii.
W 1989 wyjechał za granicę, do klubu Aston Villa F.C. Był podstawowym graczem tej drużyny, jednak nie udało mu się zdobyć z tym klubem żadnego cennego trofeum, powrócił więc do rodzinnego kraju – do Aarhus GF i od razu zdobył z tym klubem tytuł mistrzowski. Został wyselekcjonowany do kadry Danii na Mistrzostwa Europy 1992. Rozegrał na tym turnieju pięć spotkań i wraz z kolegami z drużyny wygrał w finale z Niemcami, sięgając po pierwszy dla Danii (i jak dotychczas ostatni) tytuł mistrza Europy. Zdecydował się na zakończenie występów w roku 1994. W reprezentacji zagrał 54 razy, strzelając 3 bramki.

## Kariera trenerska
W 2000 trenował Aarhus GF. W latach 2001–2008 był szkoleniowcem AC Horsens. Od 2009 do 2010 był trenerem stołecznego Brøndby, następnie przeniósł się do Aalborga, z którym w sezonie 2013/2014 zdobył mistrzostwo i Puchar Danii. Latem 2015 został trenerem Odense Boldklub, w którym pracował do 2018. W 2019 zaczął trenować Silkeborg IF. W sezonie 2019/2020 Silkeborg spadł do 1. division, jednak w następnym powrócił do Superligaen. W 2024 klub zdobył Puchar Danii.

## Sukcesy

### Trenerskie
Aalborg BK
- Mistrzostwo Danii (1x): 2013/2014
- Puchar Danii (1x): 2014

Silkeborg IF
- Puchar Danii (1x): 2024